# 41-я мотострелковая дивизия
41-я мотострелковая дивизия (сокр. 41 мсд, в/ч 04676) — тактическое соединение Сухопутных войск СССР. Дивизия находилась в составе 39-й общевойсковой армии Забайкальского военного округа.
Дивизия дислоцировалась в монгольских городах Сайншанд и Чойр.

## История
41-я особая мотострелковая дивизия (в/ч 04676) была создана 9 августа 1967 года в г. Улан-Удэ Бурятской АССР. В 1968 году введена в Монгольскую Народную Республику в состав 39-й общевойсковой армии. Из Монголии была выведена в 1990 году в Гусиноозёрск и расформирована.

## Состав

### 1988 год
- управление (г. Чойр);
- 457-й мотострелковый полк (г. Сайншанд);
- 37-й мотострелковый полк (г. Чойр);
- 272-й гвардейский мотострелковый Смоленский Краснознамённый, ордена Суворова полк[3] (г. Чойр);
- 102-й танковый полк (г. Сайншанд);
- 339-й артиллерийский полк (г. Сайншанд);
- 347-й зенитный ракетный полк (г. Сайншанд);
- 314-й отдельный ракетный дивизион (г. Чойр);
- 639-й отдельный разведывательный батальон (г. Сайншанд);
- 935-й отдельный противотанковый дивизион (г. Сайншанд);
- 1297-й отдельный инженерно-сапёрный батальон (г. Сайншанд);
- 230-й отдельный ремонтно-восстановительный батальон (г. Сайншанд);
- 1085-й отдельный батальон связи (г. Чойр);
- 1163-й отдельный батальон материального обеспечения (г. Чойр);
- 10-й отдельный медицинский батальон (г. Сайншанд);
- 123-й отдельный батальон химической защиты (г. Сайншанд);
- ОВКР (г. Чойр).[1]